# Сивокінь Євген Якович
Сивокінь Євген Якович (* 7 травня 1937, Київ) — український аніматор — художник і режисер. Член Національної Спілки кінематографістів України. Лауреат мистецької премії «Київ» імені Івана Миколайчука.Премія "Золота Дзига" Української кіноакадемії за внесок у розвиток українського кінематографа 2022 р. Заслужений діяч мистецтв України (2007).

## Біографічні відомості
Народився в родині архітектора. 
Закінчив графічний факультет Київського державного художнього інституту (1965). 
Працював з 1960 р. у Творчому об'єднанні художньої мультиплікації студії «Київнаукфільм», потім — на студії «Укранімафільм».
Викладає на кафедрі кінорежисури та кінодраматургії Київського національного університету театру, кіно і телебачення імені Івана Карпенка-Карого. Доцент.
Автор книг «Если вы любите мультипликацию» (К., 1985), "Из невошедшего" (Національний центр О.Довженка, 2012), "Мне так кажется" (Національний центр О.Довженка, 2017).

## Фільмографія
Як художник-мультиплікатор брав участь у створенні фільмів: «Пригоди Перця», «Веснянка» (1961), «П'яні вовки» (1962), «Непосида, М'якуш і Нетак», «Золоте яєчко» (1963), «Мишко + Машка» (1964), «Казка про царевича і трьох лікарів», «Микита Кожум'яка», «Життя навпіл» (1965), «Колумб пристає до берега», «Осколки» (1966), «Пісенька в лісі», «Як козаки куліш варили», «Камінь на дорозі» (1968), «Пригоди козака Енея», «Містерія-буф» (1969), «Казка про доброго носорога» (1970), «Чому в ялинки колючі хвоїнки» (1973), «Була у слона мрія» (1973), «Парасолька і автомобіль» (1975), «Обережно — нерви!» (1975), «Двері» (1976), «Хто отримає ананас?», «Як козаки олімпійцями стали» (1978), «Лінь» (1979), «Історія одного Поросятка» (1994), «Як козаки у хокей грали» (1995), «Казка про богиню Мокошу» (1995), «Синя шапочка» (1998), «Компромікс» (2002), «Врятуй і збережи» (2008), "Риска" (2020) та ін. 
Поставив картини: «Осколки» (1966, у співавт.), «Людина, яка вміла літати» (1968), «Казка про доброго носорога» (1970, реж. і худ.), «Добре ім'я», «Від дзвінка до дзвінка» (1971), «Дріб», «Людина і слово» (1973, авт. сцен., Диплом III Міжнародного кінофестивалю мультфільмів, Загреб, 1974; Друга премія VII Всесоюзного кінофестивалю, Баку, 1974), «Казка про білу крижинку» (1974, худ. і реж.), «Обережно — нерви!» (1975, худ. і реж.), «Двері» (1976), «Пригоди коваля Вакули» (1977), «Лінь» (1979, Почесний диплом журі XIII Всесоюзного кінофестивалю, Душанбе, 1980), «Секрет приворотного зілля» (1980), «Нещаслива зірка» (1981, авт. сцен.), «Країна Лічилія» (1982, авт. сцен.), «Дерево і кішка» (1983), «Погляд» (1984), «Вікно» (1989, номінація на кінопремію «Ніка»), «Світла мрія» (1992, реж. і худ.), «Як метелик вивчав життя» (1997),«Як у нашого Омелечка невеличка сімеєчка» (1999, авт. сц., реж.), «Компромікс» (2002 III Приз МКФ "Анімадрид", Мадрид, Іспанія; Приз Журі МКФ Крок), «Засипле сніг дороги…» (2005, Кращій анімаційний фільм МКФ Клермон-Ферран, Франція; I Приз МКФ Дервіо, Італія; Премія "Київ" ім.І.Миколайчука; Кращій фільм української позаконкурсної програми МКФ "Молодість-2005; Диплом МКФ "Золотий витязь"), «Врятуй і збережи» (2008 Приз "За ідею" МКФ "Кінолев" Білорусь; Приз "Бронзовий витязь" МКФ "Золотий витязь-2009"; Приз "Хрустальный карандаш" МКФ "Анимаевка" Беларусь), "Хроніки одного міста" (2017, студія "Новаторфільм")
Автор сценарію: «Секрет приворотного зілля» (1980), «Нещаслива зірка» (1981), «Як у нашого Омелечка невеличка сімеєчка...»  (1999), «П'єса для трьох акторів» (2004), «Врятуй і збережи» (2008), тощо.